# Le Châle aux fleurs de sang

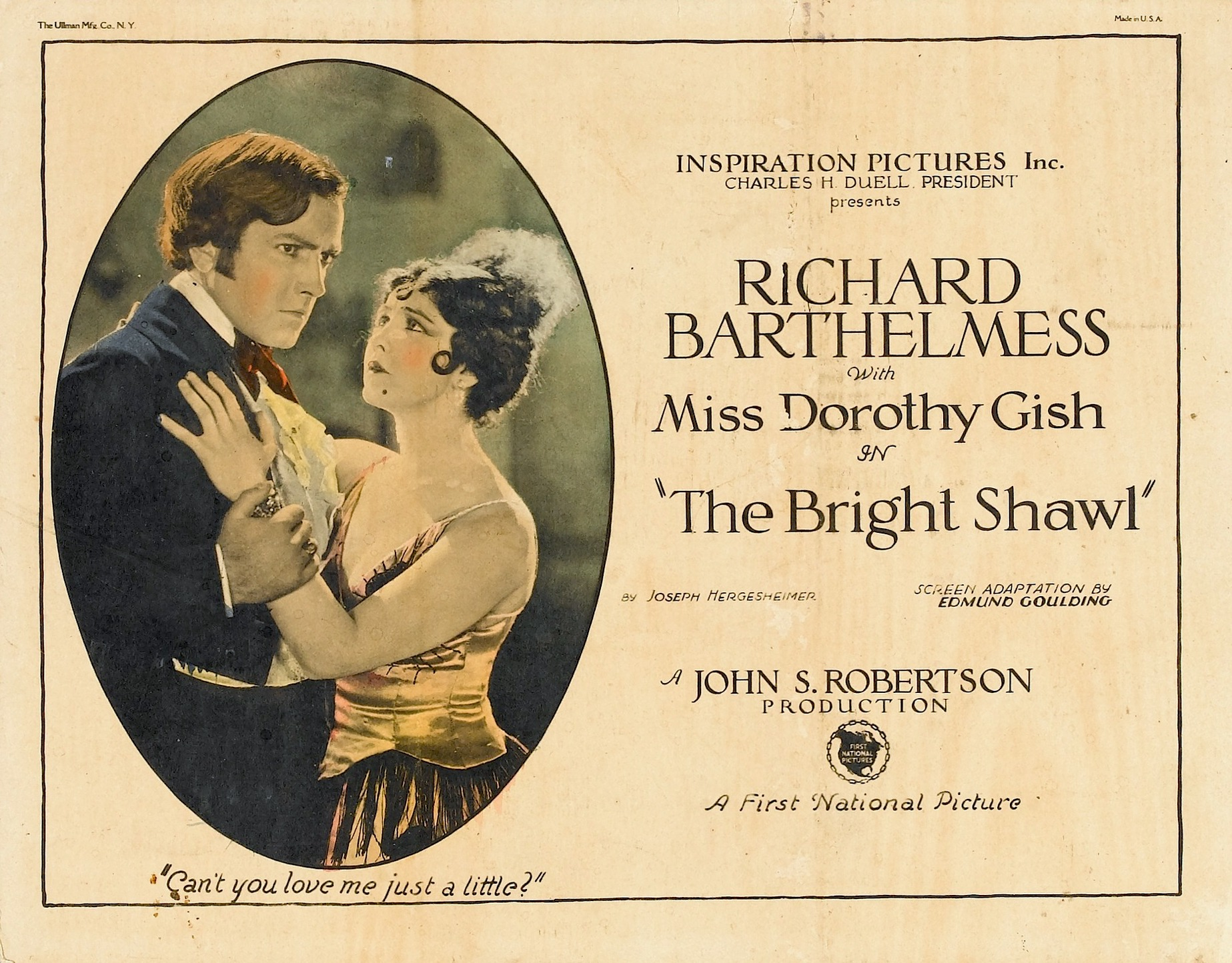
Carte promotionnelle du film.

Le Châle aux fleurs de sang (The Bright Shawl) est un film américain réalisé par John S. Robertson et sorti en 1923. L'histoire est adaptée d'un roman de Joseph Hergesheimer.

## Synopsis
Au XIXe siècle, un Américain visitant Cuba avec un ami se mêle au mouvement d'indépendance de l'île contre la domination espagnole.

## Fiche technique
- Titre : Le Châle aux fleurs de sang
- Titre original : The Bright Shawl
- Réalisation : John S. Robertson
- Scénario : Edmund Goulding, d'après le roman The Bright Shawl de Joseph Hergesheimer.
- Photographie : George J. Folsey
- Montage : William Hamilton
- Genre : Drame historique[1]
- Distributeur : Associated First National
- Type : muet avec accompagnement musical[2]
- Durée : 80 minutes
- Date de sortie : 22 avril 1923

## Distribution

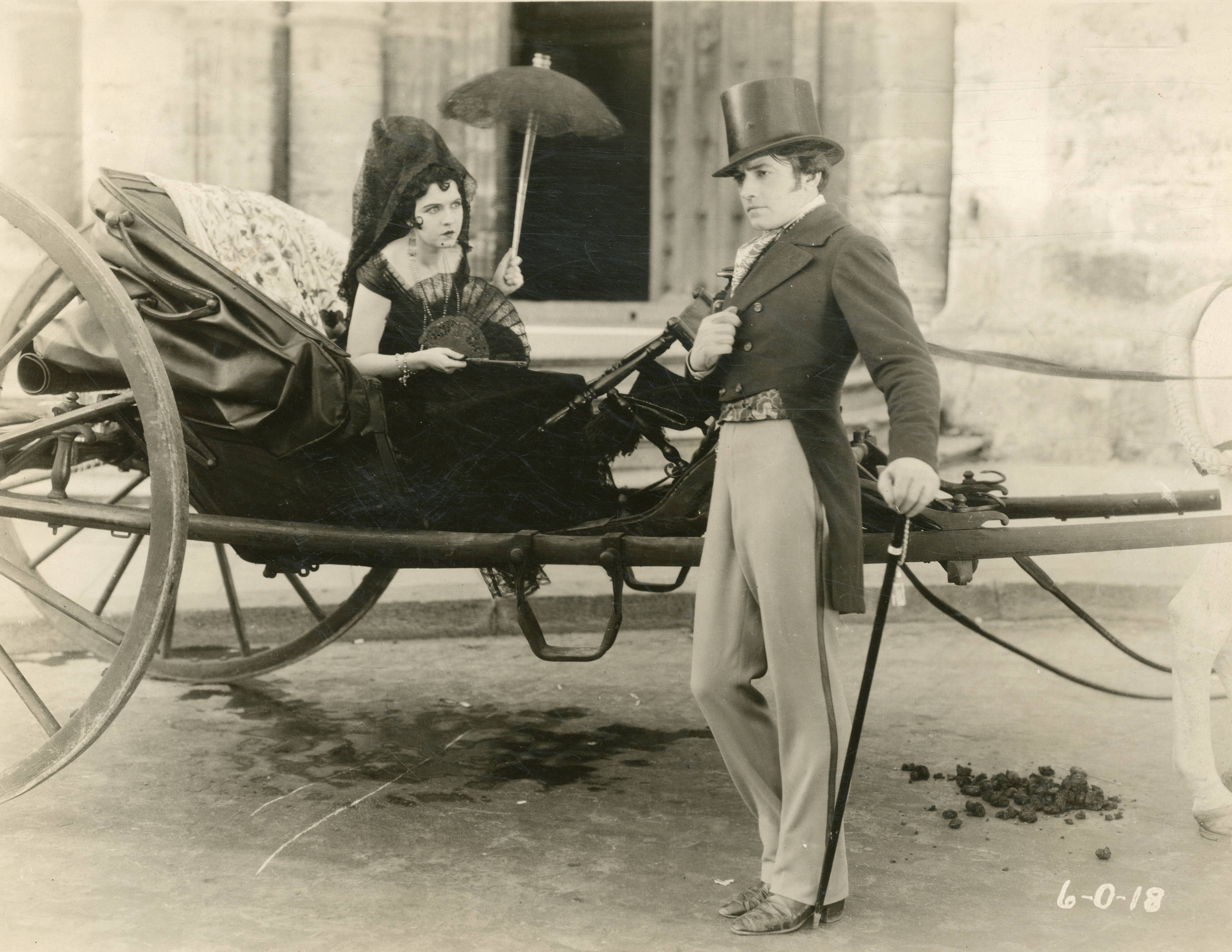
Dorothy Gish dans une scène du film.

- Richard Barthelmess : Charles Abbott
- Dorothy Gish : La Clavel
- Jetta Goudal : La Pilar
- William Powell : Gaspar De Vaca
- Mary Astor : Narcissa Escobar
- George Beranger : Andre Escobar
- Edward G. Robinson as Domingo Escobar
- Margaret Seddon : Carmencita Escobar
- Anders Randolf : Captain Cesar Y Santacilla
- Luis Alberni : Vincente Escobar, frère d'Andre
- George Humbert : Jaime Quintara
- Julian Rivero : un soldat

## Production
Le film a été tourné en partie sur l'île de Cuba.